# Manjoor Garhi
Manjoor Garhi es una ciudad censal situada en el distrito de Aligarh en el estada de Uttar Pradesh (India). Su población es de 9381 habitantes (2011). 

## Demografía
Según el censo de 2011 la población de Manjoor Garhi era de 9381 habitantes, de los cuales 4880 eran hombres y 4501 eran mujeres. Manjoor Garhi tiene una tasa media de alfabetización del 60,26%, inferior a la media estatal del 67,68%: la alfabetización masculina es del 70,75%, y la alfabetización femenina del 48,46%.